# フルク2世 (アンジュー伯)
フルク2世（フランス語：Foulques II, 905年ごろ - 960年）は、アンジュー伯（在位：942年 - 960年）。善良伯（le Bon）といわれる。

## 生涯
フルク2世は、アンジュー伯フルク1世とロシーユ・ド・ロシュ（ヴィラントロワ領主ガルニエの娘）の間に905年ごろに生まれた。942年に父の跡を継いで2代アンジュー伯となり、960年まで伯位を保持した。
アンジェルジェ家は婚姻政策に長けていた。父フルク1世は息子の結婚相手として、ヴィエンヌ副伯ラトビュルヌ1世（Ratburne I）の娘ジェルベルジュを選んだ。この結婚により、娘アデライード・ダンジューが後の西フランク王ルイ5世と結婚し、および息子ギーがル・ピュイ司教となる道が開けた 。
952年ごろにジェルベルジュが死去した後、フルク2世はブルターニュ公アラン2世の未亡人であったロシーユ・ド・ブロワ（アデライード）と再婚した。アラン2世はナント伯でもあり、この結婚を通してフルク2世はナントへの影響力を強めることができた。また、ロシーユはブロワ伯ティボー1世でもあり、ブロワ家との同盟も築くことができた。『ナント年代記』によると、フルク2世は妃ロシーユと前夫アラン2世との間の息子ブルターニュ公ドロゴの殺害を命じたといわれている。
フルク2世は960年に55歳で死去し、息子ジョフロワ1世が跡を継いだ。

## 子女
最初の妃ジェルベルジュとの間に以下の子女をもうけた。
- アデライード＝ブランシュ（940年頃 - 1026年） - 5回結婚した[2]
- ジョフロワ1世（938/40年 - 987年） - アンジュー伯（960年 - 987年）[2]
- ギー - ル・ピュイ司教[2]

ロシーユ（アデライード）との間の子女は確認されていない。